# Budweiser 200 1996
Budweiser 200 1996 kördes den 23 juni på Portland International Raceway, och var den nionde deltävlingen i CART World Series samma säsong. Alex Zanardi tog här sin första seger i CART, efter att ha tagit pole position, seger och snabbaste varv. I mästerskapskampen tog varken ledaren Jimmy Vasser eller trean Michael Andretti några större poäng, vilket gynnade Al Unser Jr., som genom en fjärdeplats bara var 11 poäng efter Vasser med sju tävlingar kvar att köra.

## Slutresultat
| Plats | Förare                | Team                     | Grid | Kvaltid  |
| ----- | --------------------- | ------------------------ | ---- | -------- |
| 1     | Alex Zanardi          | Chip Ganassi Racing      | 1    | 59.893   |
| 2     | Gil de Ferran         | Jim Hall Racing          | 9    | 1'00.446 |
| 3     | Christian Fittipaldi  | Newman/Haas Racing       | 11   | 1'00.585 |
| 4     | Al Unser Jr.          | Marlboro Team Penske     | 12   | 1'00.600 |
| 5     | Parker Johnstone      | Comptech Racing          | 15   | 1'00.868 |
| 6     | Bobby Rahal           | Team Rahal               | 18   | 1'01.171 |
| 7     | André Ribeiro         | Tasman Motorsports       | 5    | 1'00.263 |
| 8     | Mark Blundell         | PacWest Racing           | 21   | 1'01.628 |
| 9     | Stefan Johansson      | Bettenhausen Motorsports | 19   | 1'01.396 |
| 10    | Robby Gordon          | Walker Racing            | 14   | 1'00.828 |
| 11    | Michael Andretti      | Newman/Haas Racing       | 6    | 1'00.293 |
| 12    | Adrián Fernández      | Tasman Motorsports       | 13   | 1'00.768 |
| 13    | Jimmy Vasser          | Chip Ganassi Racing      | 3    | 1'00.005 |
| 14    | Juan Manuel Fangio II | All American Racing      | 24   | 1'02.005 |
| 15    | Eddie Lawson          | Galles Racing            | 20   | 1'01.417 |
| 16    | Maurício Gugelmin     | PacWest Racing           | 10   | 1'00.479 |
| 17    | Jeff Krosnoff         | Arciero-Wells Racing     | 23   | 1'01.877 |
| 18    | Eliseo Salazar        | Dick Simon Racing        | 28   | 1'03.988 |
| 19    | Roberto Moreno        | Payton/Coyne Racing      | 22   | 1'01.855 |
| 20    | Emerson Fittipaldi    | Hogan Penske Racing      | 16   | 1'01.070 |
| 21    | Hiro Matsushita       | Payton/Coyne Racing      | 26   | 1'02.347 |
| 22    | Michel Jourdain Jr.   | Dick Simon Racing        | 25   | 1'02.172 |
| 23    | Scott Pruett          | Patrick Racing           | 2    | 59.989   |
| 24    | P.J. Jones            | All American Racing      | 27   | 1'02.867 |
| 25    | Greg Moore            | Forsythe Racing          | 8    | 1'00.441 |
| 26    | Bryan Herta           | Team Rahal               | 4    | 1'00.072 |
| 27    | Paul Tracy            | Marlboro Team Penske     | 7    | 1'00.385 |
| 28    | Raul Boesel           | Brahma Sports Team       | 17   | 1'01.104 |